# دستجرد (بام و صفی‌آباد)
دستجرد، روستایی در دهستان ساریگل بخش بام شهرستان بام و صفی‌آباد در استان خراسان شمالی ایران است.

## موقعیت جغرافیایی
این روستا در ۷ کیلومتری غربدهستان بام و در ۴۱ کیلومتری شمال غرب شهر صفی‌آباد و همچنین در ۴۵ کیلومتری شهر اسفراین واقع گردیده‌است. روستای دستجرد از طرف شمال به زمین‌های کشاورزی روستای زالی و روستای جهان، از غرب به روستای کاریزدر، از شرق به روستای اردین و از جنوب به کوه‌های پشت بره و روستاهای دلوچاه و قره چاه، الست، خوراب، و گمبروی، از روستاهای صفی‌آباد محدود است. مردم روستای دستجرد به زبان ترکی خراسانی سخن می‌گویند، ترکی خراسانی به خانواده زبانهای اوغوز تعلق دارد؛ این گروه همچنین زبانهای ترکی آذربایجانی، ترکی استانبولی، زبان گاگاوز، زبان ترکمنی و زبان سالار را دربر می‌گیرد. ترکی آذربایجانی نزدیکترین زبان به ترکی خراسانی است

## تاریخچه روستا
از زمان پیدایش این روستا اطلاعات زیادی وجود ندارد و پیدایش آن را شاید بتوان به دوره ساسانی نسبت داد. اما طبق اسناد موجود نام تاریخی این روستا در گذشته قریه دستجرد نام داشته‌است که به دوره تیموری بر می‌گرد و آن زمانی است که حافظ ابرو در سال ۸۳۳ ه‍.ق از منطقه ارغیان گذر کرده برای جهان ارغیان ۱۲ قریه ذکر کرده که دستجرد یکی از این قرای به‌شمار می‌آمده‌است:
ولایت جهان و ارغیان: قریه روئین و توابع، قریه اردین، و توابع، قریه دستجرد و توابع، قریه کاریزدر، قریه بکر آباد، قریه نهامود، قریه جهان و توابع، قریه بان و توابع، قریه اسفنج و توابع، قریه خرق و توابع، قریه کرد، قریه سی و توابع، بیرون از این قری مزارع بسیار دارد.»

## کوه‌های روستا
کوه‌های قوزی:
این کوه باارتفاع ۲۱۴۷ متر در فواصله ۵/۷ کیلومتری شمال آبادی واقع گردیده‌است.
پشت بره:
این کوه باارتفاع ۱۷۱۹ متر در فواصله ۵ کیلومتری جنوب غرب آبادی واقع گردیده‌است.
کوه قره قوزی:
این کوه با ارتفاع ۱۷۴۲ متر در ۵/۳کیلومتری شمال غرب آبادی واقع گردیده‌است. دامنه جنوب غربی این کوه پوشیده از درختان بادام می‌باشد و تک توک درخت پسته هم به صورت دیم قابل مشاهده‌است.
کوه قراول خانه:
این کوه از نظر ارتفاع بلندترین کوه در منطقه می‌باشد که دارای پوشش گیاهی مناسب برای دامداران و زیر نظر سازمان منابع طبیعی می‌باشد و انواع گیاهان دارویی مانند کاکوتی (آنخ) اسطاقدوس گل گاو زبان و… می‌باشد و از جمله حیوانات وحشی در این منطقه گراز. آهو. گرگ. کفتار. روباه. شغال. خرگوش. بزان قاره. و…
"کوه یوقند برج": این کوه در شرق روستا قرار دارد و در سال‌های نه چندان دور پوشیده از درختان بادام به صورت دیم بود که اکنون به علت بارش باران کم و خشکسالیهای مداوم والبته چراگاه‌های گوسفندان در حال نابودی است
این کوه به دلیل مشرف بودن به روستا و همچنین نزدیکی به روستا و شیب ملایم مکان دلنشینی برای کوهنوردی و گذران اوقات خوب با خانواده می‌باشد البته باغات و باغچه‌های اطراف کوه و دشت قره باغ که در شرق وجنوب آن قرار دارد زیبایی دوچندان به محیط بخشیده‌است

## قنات‌ها
قنات دستجرد:
طول این قنات ۵۰۰۰ متر است و تعداد ۱۰۰ میله چاه دارد. عمق مادرچاه این قنات، ۵۰ متر و فاصلهٔ مظهر تا محل آن ۳۰ متر می‌باشد. دبی این قنات ۳۰ لیتر بر ثانیه است.
تعداد مالکان این قنات ۱۰۰ نفر می‌باشد و اراضی تحت کشت این قنات ۱۶۰ هکتار می‌باشد.
قنات نهاجرد:
طول این قنات ۱۵۰۰ متر است و تعداد ۵۰ میله چاه دارد. عمق مادرچاه این قنات، ۲۵ متر و فاصلهٔ مظهر تا محل آن ۱۵ متر می‌باشد. دبی این قنات ۳۰ لیتر بر ثانیه است.
تعداد مالکان این قنات ۹۰ نفر می‌باشد و اراضی تحت کشت این قنات ۷۰ هکتار می‌باشد.

## محصولات روستا
از مهم‌ترین محصولات این روستا می‌توان به بادام، گردو، انگور، زردآلو، هلو اشاره کرد.
درخت بادام با توجه به کمبود آب و کوهستانی بودن منطقه حدود ۷۰ درصد از محصولات باغی به این محصول اختصاص یافته‌است. این درختچه بیشتر در دره‌های شنزار و دارای آب و هوای سرد به صورت دیم کاشت می‌شود که ارتفاع آن حدود ۴–۶ متر می‌رسد و درباغات هم به صورت آبی و در کنارپشته‌های انگورکشت می‌شود.
تاک گردو امروزه به علت تجاری بودن محصول این درخت، ساکنین روستا بیشتر باغات خود را به این محصول اختصاص داده‌اند.
تاک انگور با نام علمی انگوری‌ها vinifera از خانواده انگورسانان Vitaceae است. در این روستا انگور کشمشی، دیوانه، لعل، عسکری و انگشت عروس کشت می‌شود که بیشتر مصرف روستا بوده‌است.

## مردم و مشاغل
جمعیت این روستا ۱۴۸خانوار و ۷۳۳ نفر جمعیت دارد. مشاغل عمده روستا شامل: زراعت، باغداری، دامداری و کارگری است.

## آثار باستانی ومشاهیر
- تپه خم این تپه در غرب روستا و جنب مخابرات و پست بانک روستا قرار دارد که توسط سازمان میراث فرهنگی محافظت می‌شود و از مشخصات این تپه این است که در زمان حمله مغول اهالی روستا برای در امان بودن از تهاجم و غارت آن‌ها خانه‌های خود را ترک کرده و در زیر زمین غار حفر کردند و زندگی می‌کردند که از وسایل کشف شده و سکه‌های مکشوفه این اطلاعات بدست آمده همچنین مردم روستا در آن دوران برای اینکه مدام در زیر این تپه زندگی می‌کردند با حفر تونل به اب قنات روستا دسترسی پیدا کرده بودند و این از ابتکارات مردم در آن زمان بوده که با این روش اهالی از مرگ حتمی در امان مانده بودند
- شیخ برهان الدین دستجردی متخلص به (حسرت): این عارف بزرگ که در قرن یازدهم هجری و معادل با حکومت نادرشاه افشار در روستای دستجرد زاده که البته تاریخ زادروز ایشان دقیقاً در دست نیست اما در کتابی که استاد احمد شاهد جمع‌آوری کرده‌اند این شاعر برای زیارت به مشهد مقدس شرف یاب می‌شوند و از آنجایی که مصادف با اوج شهرت حکومت نادرشاه در کلات و مشهد بوده به دیدار ایشان می‌روند و از آنجایی که نادرشاه هم ترک‌زبان بوده شعری تقدیم ایشان می‌کند که اشعار به جا مانده از حسرت دستجردی در کتابی به نام ایشان را استاد احمد شاهد جمع‌آوری کرده‌اند و انتشار داده‌اند که علاقمندان می‌توانند این کتاب ارزشمند را از اسفراین تهیه کنند که به عقیده مردم دستجرد وی فرد عارف مسلک بوده و مورد احترام اهالی می‌باشد و به شیخ برهان معروف است و اکثر اوقات در غروب پنج شنبه‌ها (شب جمعه‌ها) آش مخصوصی را افرادی که حاجت خودرا به واسطه این فرد محترم از خدا گرفته‌اند را روی مزار ایشان به اهالی روستا که برای زیارت اهل قبور می‌آیند پخش می‌کنند و این شاعر بعد از زیارت و دیدار با نادر از مشهد به دستجرد مراجعت کرده و در همان‌جا فوت و در بالای قبرستان دستجرد مدفون گشته‌است که متأسفانه با وجود پیگیری هنوز مقبره‌ای درخور ایشان درست نشده که البته آهن و مصالح دو سه سال می‌باشد که بالای کوه برده‌اند دریغ از کمی همت.

## جمعیت
بر پایه سرشماری عمومی نفوس و مسکن در سال ۱۳۹۵، جمعیت این روستا برابر با ۴۶۳ نفر (۱۷۴ خانوار) بوده‌است.